# Cavalerie indigène de l'Indochine
« Escadron de chasseurs annamites » redirige ici.  Pour les bataillons de fantassins existant de 1886 à 1890, voir chasseurs annamites.

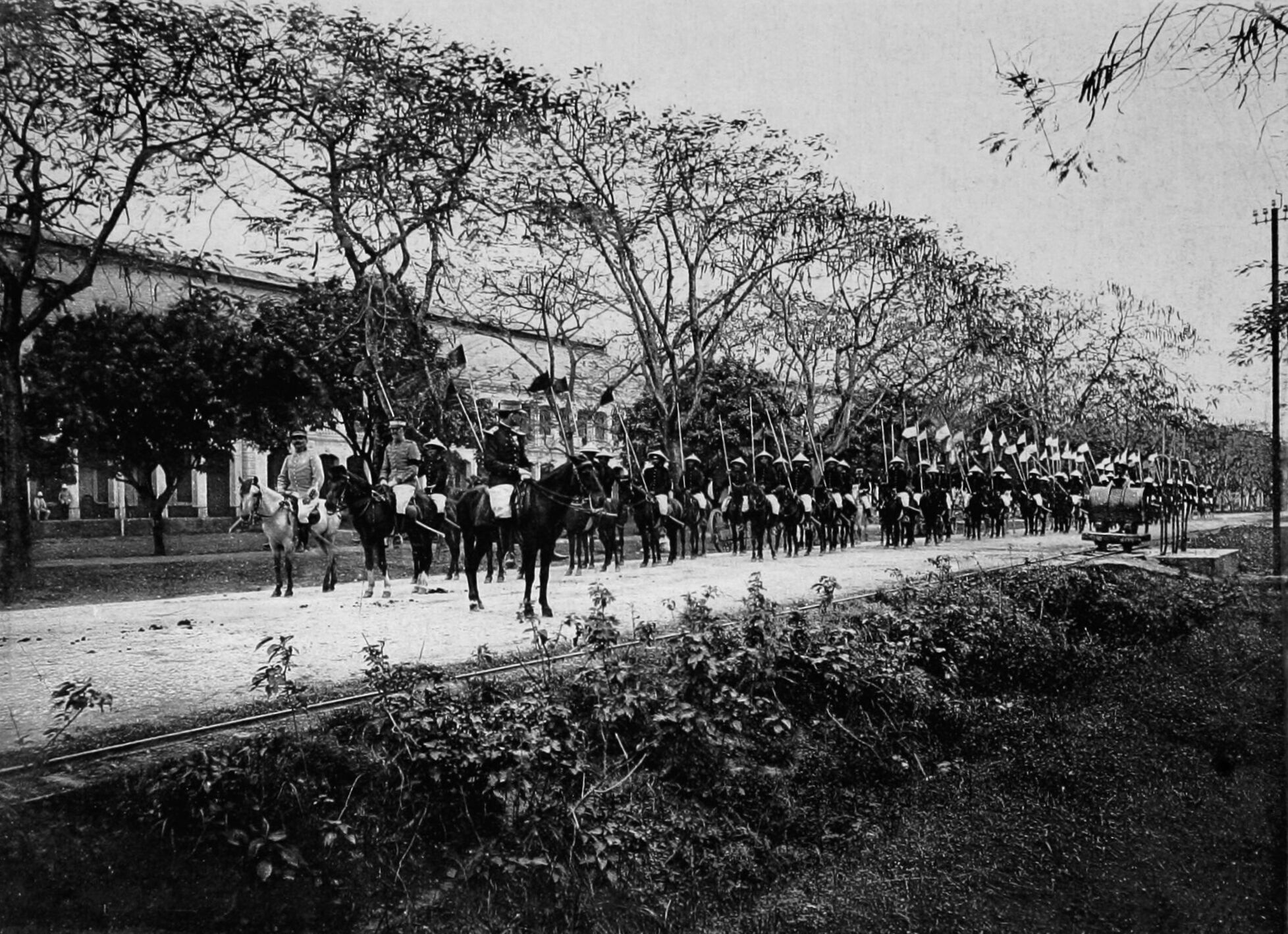
L'escadron de chasseurs annamites à Hanoï vers 1902.

Plusieurs unités de cavalerie indigène se sont succédé en Indochine française : l'escadron de spahis cochinchinois de 1861 à 1871, le peloton de spahis tonkinois de 1883 à 1899, l'escadron de chasseurs annamites de 1899 à 1903, l'escadron de cavalerie indigène de l'Indochine de 1903 à 1908 et le peloton du service des remontes de l'Indochine de 1903 à 1914 environ.

## Spahis cochinchinois
En décembre 1861, un escadron de spahis cochinchinois est créé à l'initiative de l'amiral Bonard. Il est dissous le 11 juin 1871.

## Spahis tonkinois
Un peloton de spahis tonkinois est mis sur pied en mai 1883 à Bắc Ninh. Ils participent à des cérémonies officielles mais aussi aux opérations sur le terrain,,. L'unité est dissoute fin 1899.
Ils portent un uniforme inspiré des spahis sénégalais : veste rouge à boutons métalliques, avec des pattes de col écarlates chargées d'un cor bleu, bas rouges et salacco blanc bordé de rouge, orné d'un insigne de cor métallique.

## Lanciers annamites
Un escadron de lanciers annamites est formé le 28 juin 1883 avec des chevaux achetés aux Philippines. Il est dissous en 1885 pour des raisons financières.

## Chasseurs annamites
L'escadron de chasseurs annamites est créé le 15 décembre 1899, avec des soldats issus des régiments de tirailleurs tonkinois. L'effectif de l'unité est de quinze cadres français (dont quatre officiers) et 115 indigènes (dont quatre maréchaux des logis). Les officiers portent un uniforme rouge inspiré des spahis sénégalais. Les sources indiquent que les chasseurs annamites portent l'uniforme des tirailleurs tonkinois ou des tirailleurs annamites tandis qu'un témoignage d'époque les décrit comme « très coquets avec leurs dolmans bleus, leurs pantalons et leurs jambières rouges et leurs chapeaux en pain de sucre blanc »). Ils sont équipés de la carabine Berthier modèle 1890 et du sabre modèle 1822, ainsi que de la lance. 
Un peloton, sous les ordres du lieutenant Mussard, participe à l'expédition de Chine en 1900,,, engagé vers Takou.

## Escadron de cavalerie indigène de l'Indochine
Le 10 décembre 1903, l'escadron de chasseurs annamites est renommé escadron de cavalerie indigène de l'Indochine. Il est dissous en 1908.

## Peloton du service des remontes de l'Indochine
Le service des remontes des troupes d'Indochine forme en décembre 1903 un peloton, destiné à assurer un service d'honneur. Ce peloton est aussi engagé en 1908 dans les opérations contre les rebelles de Đề Thám. L'uniforme est une veste bleu foncé à col écarlate, avec des pattes de col bleu foncé chargées d'une grenade, des boutons métalliques blancs, un pantalon bleu foncé à bande écarlate et un salacco blanc bordé de bleu.

## Autres unités indigènes montées
La compagnie indigène de Cochinchine compte de 1870 à 1871 un peloton de guides à cheval.
Vers 1908, le capitaine Boulanger, commandant une compagnie du 3e régiment de tirailleurs tonkinois à Bắc Ninh, transforme son unité en escadron à cheval. La transformation est effectuée sur ses propres finances.